# Łuczka
Łuczka – wieś na Ukrainie w rejonie tarnopolskim należącym do obwodu tarnopolskiego, nad Seretem.